# Шайло
Ба́за Кана́дских вооружённых сил Ша́йло (англ. Canadian Forces Base Shilo, CFB Shilo) — оперативная и тренировочная база Канадских вооружённых сил, расположенная в 35 км к востоку от Брандона (Манитоба). В 1990-е гг. база Канадских вооружённых сил Шайло была превращена в подразделение окружной поддержки, выполняющее функции местной базы на юго-западе Манитобы во время военного или чрезвычайного положения.

## История и демографические показатели
БКВС Шайло являлась местом тренировок Канадских вооружённых сил с 1910 г., а с началом Первой мировой войны стала использоваться в ещё большей степени. Основным назначением этой базы были испытания артиллерии и снаряжения, что ощутило на себе несколько поколений местных жителей. В 1942 г. сюда из Форт-Беннинга (Джорджия) были перенесены тренировки 1-го Канадского парашютного батальона. База стала положительно влиять на экономическую стабильность окружающего района благодаря договорной работе населения в Министерстве национальной обороны и исполнению обязанностей, несвойственных личному составу и тем, кто проходит боевую подготовку. БКВС Шайло обеспечивало рабочие места для примерно 1400 военнослужащих и дополнительно для 450 гражданских. База расположена в федеральном избирательном округе Брандон — Сурис.